# Romano (apellido)
Romano es un apellido de origen italiano y de raíces católicas difundido en Europa y América.

## Origen del apellido
El apellido Romano viene de Roma, de allí el denominador Romano, por lo tanto es un apellido itálico con mayor difusión en Nápoles. Unos de los primeros registros proviene del sur de Italia, en Sicilia, pero también los hay en España y Portugal. 
Procede este apellido del nombre personal latino Romanus, "romano", "natural de Roma". Este fue el nombre de dos mártires de la iglesia cristiana y de un obispo francés del siglo VII. De hecho el apóstol san Pablo se defendía en los Hechos de los apóstoles diciendo que él era romano. Al comienzo de la Edad Media era común el nombre personal Romanus, contrapuesto a nombres como Gotus, Goto o Godo, lo que parece denunciar la existencia de preocupación de raza entre los hispano-latinos e hispano-visogodos. El plural Romanos tiene, en algunos, origen toponímico, es decir, que los progenitores de las familias así apellidadas tomaron por nombre de una población, en este caso, de la de Romanos, en la provincia de Zaragoza.
Según los García Carraffa y otros tratadistas hubo una muy antigua casa del apellido Romano en la Montaña de Cantabria, junto a la llamada torre de Cóbreces, del Ayuntamiento del Valle de Alfoz de Lloredo, perteneciente al partido judicial de San Vicente de la Barquera.
Otra casa hubo en la ciudad de Valladolid, documentada en el siglo XVI, de la que fueron Gregorio Romano Altamirano, natural de Los Ángeles y Caballero de la Orden de Santiago, en la que ingresó en 1624, y Gregorio Romano Portocarrero, natural de Madrid y Caballero de la Orden de Santiago, en la que ingresó con fecha de 27 de enero de 1642. Fue Ministro del Consejo de Hacienda y de la Contaduría Mayor de S.M., por cuyos servicios obtuvo merced del hábito de Santiago. Casó con doña María de Calatayud, Y tuvieron por hijo a Antonio Romano, que también llegó a ser Caballero de dicha Orden.
Otras casas hidalgas castellanas del apellido Romano hubo en las localidades de Monte, Novales (Cantabria), Llanes (Asturias) y Pinto (Madrid), siendo sus individuos reconocidos hidalgos por la Real Chancillería de Valladolid. Su escudo es un cuartel con líneas oscuras diagonales.
Francisco Cayetano Romano fue duque de Sermonete, virrey y capitán general (1663). Fue nombrado capitán general en septiembre de 1622, pasando a la isla de Sicilia en marzo de 1663, gobernando aquella isla hasta el año 1667.
En la actualidad, siguen quedando algunos restos de este histórico apellido en nuestro país, en una familia de Guipúzcoa, en otra de la localidad de Dos hermanas, en Alcalá de Guadaíra y Utrera (Sevilla), en Barcelona, en Carcaixent (Comunidad Valenciana), en una del municipio de Coslada (Madrid) y en un pueblo de la localidad de Llanes, Porrúa (Asturias). El apellido Romano también se encuentra en México, Venezuela y Argentina, llegando a través de los emigrantes porruanos durante la postguerra.